# Kaple svatého Petra a Pavla (Bílý Kámen)
Kaple svatého Petra a Pavla stojí na návsi v obci Bílý Kámen v okrese Jihlava. Kaple z konce 18. století náleží k římskokatolické farnosti Vyskytná nad Jihlavou a je nemovitou kulturní památkou, která byla spolu s pamětním kamenem v roce 1972 zapsána do státního seznamu kulturních památek pod číslem 34026/7-4709.

## Historie
Barokní kaple byla postavena na konci 18. století uprostřed obce Bílý Kámen. Když se v devadesátých letech 20. století kaple opravovala, byly v roce 1993 pod dvěma vrstvami objeveny malby z 18. století. Jiný zdroj uvádí objevení maleb až při odstraňování omítek z devadesátých let 20. století, kdy spadla část korunní římsy, kterou podpírala omítka, a objevily se dvě vrstvy maleb.
Od roku 2020 probíhaly další rekonstrukční práce. Byly odstraněny nevhodné omítky s vysokým podílem cementu z devadesátých let 20. století. V roce 2020 byla na střeše odstraněna krytina z pozinkovaného plechu a nahrazena modřínovým šindelem a opravena zvonice. V roce 2021 začaly práce na odvlhčení kaple a sanaci proti vlhkosti. Bylo odsoleno soklové zdivo. V roce 2023 byl proveden restaurátorský zásah, při kterém byly odstraněny vrstvy zakrývající malbu z 18. století a následně byla malba restaurována.
Po rozsáhlé rekonstrukci byla kaple 5. listopadu 2023 znovu vysvěcena.

## Kaple

### Exteriér
Kaple je samostatně stojící orientovaná zděná omítaná stavba postavena na půdorysu čtverce se zaoblenými nárožími. Stavebním materiálem byl kámen a cihla. Fasáda je členěna průběžnou podezdívkou a lizénami a profilovanou korunní římsou. V bočních stěnách je prolomeno jedno okno. Kolem okna s půlkruhovým záklenkem obíhá šambrána a pod oknem je návojová parapetní římsa. Vchodové průčelí zdobené lizénami je v ose prolomeno vchodem se šambránou s lištou a segmentovým záklenkem. Střechu tvoří čtyřboký jehlan ukončený otevřenou čtyřbokou zvonicí završenou bání s makovicí a křížem.

### Interiér
Podlaha kaple je cihlová. Výmalba interiéru sestávala z iluzivní malby oltáře s postavami Panny Marie a svatého Václava a na epištolní straně svatých Josefa a Floriána. Kolem vstupních dveří byl zobrazen výjev Zvěstování Panny Marie. Kaple má valenou klenbu s lunetami. Ve čtyřech kartuších na bočních stěnách klenby byli znázorněni svatý Jeroným, svatá Ludmila, svatý Alois a svatý Josef. Restaurování maleb vedl Jan Knorr, restaurátor a rodák z Jihlavy.

### Zvony
Ze zvonice byl v době první světové války dne 7. října 1916 rekvírován barokní zvon. Druhý zvon byl rekvírován v roce 1940. V roce 1948 byl do zvonice zavěšen nově vysvěcený zvon.

## Pamětní kámen
Před kaplí je umístěna žulová obdélná deska se sešikmenými bočními stěnami. Její rozměry jsou asi 1,30 × 0,60 × 0,40 m. Na přední hladké stěně je v ozdobném rámečku vyryta datace 1754. Nad rámečkem je vyryt dvouramenný kříž. Pamětní kámen může být připomínkou na tereziáský katastr: snad určoval výchozí bod, odkud bylo zaměření zahájeno. Při rekonstrukci kaple byl v roce 2023 očištěn a obnoven i pamětní kámen.